# Reichthaler Ländchen

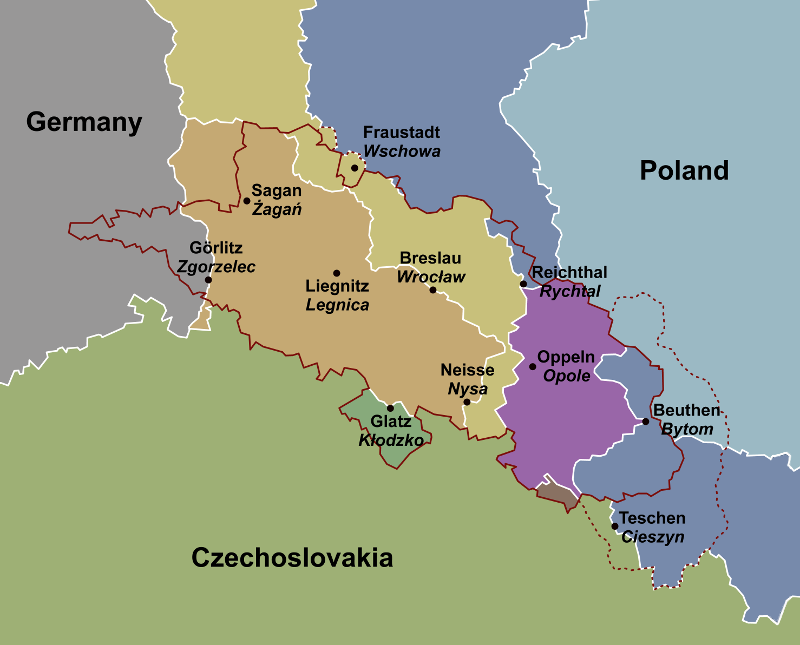
Die Teilungen Schlesiens von 1919 und 1945

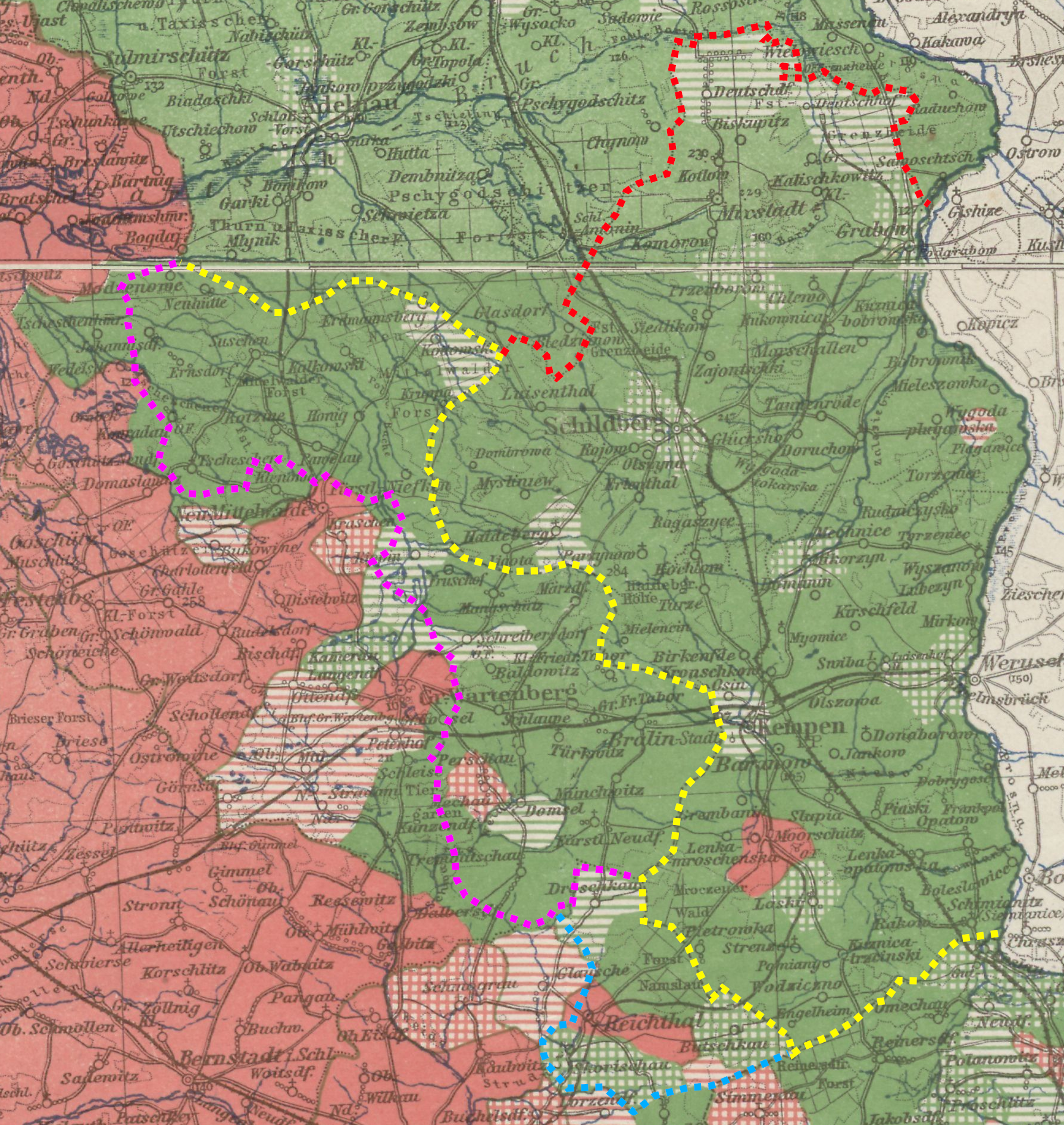
Sprachkarte aus dem Jahr 1910: Gelbe gestrichelte Linie: schlesisch-großpolnische Grenzes, blaue gestrichelte Linie: Reichthaler Ländchen

Als Reichthaler Ländchen wird der nordöstliche Teil des ehemaligen Landkreises Namslau in der Preußischen Provinz Schlesien um den namensgebenden Hauptort Reichthal bezeichnet. Heute ist das Gebiet im Powiat Kępiński im äußersten Süden der Woiwodschaft Großpolen.

## Zugehörige Orte
Zum Reichthaler Ländchen gehörten folgende Orte:
- Rychtal                                   (Reichthal)
- Drożki (Droschkau)
- Darnowiec (Dörnberg)
- Wielki Buczek (Groß Butschkau)
- Krzyżowniki (Kreuzendorf)
- Hanowry                                   (Marienhof)
- Skoroszów (Skorischau)
- Zgorzelec (Skorsellitz)
- Sadogóra (Schadegur)
- Stogniewice (Herzberg)
- Proszów (Proschau)

## Grenzziehung nach dem Versailler Vertrag
Der neu entstehende polnische Staat beanspruchte die Landkreise Namslau und Oppeln. Im Friedensvertrag von Versailles wurde Polen der östliche Teil des Landkreises Namslau zugesprochen.
Im Rahmen der oberschlesischen Volksabstimmung fand im Namslauer Abstimmungsgebiet eine Volksabstimmung statt. Das Abstimmungsgebiet umfasste den südöstlichen Teil des ehemaligen Landkreises Namslau. Dazu gehörten die Gemeinden Bachwitz (poln.: Wieloleka), Dammer, Erbenfeld, Erdmannsdorf, Friedrichsberg, Hennersdorf, Johannesdorf, Noldau, Ordenstal, Sophiental, Steinersdorf, Sterzendorf, Wallendorf und die Güter Dammer, Moldau und Sterzendorf. Über 97 % der Wähler votierten für einen Verbleib dieses Gebietes bei Deutschland. Die Grenze wurde unter Beachtung dieses Ergebnisses festgelegt.
Das Reichthaler Ländchen mit 11 Orten, etwa 85 km² Fläche und rund 4.600 Einwohnern wurde 1921 ohne Volksabstimmung Polen angeschlossen. Eine privat organisierte Befragung der Bevölkerung brachte ein deutliches Votum für den Verbleib bei Deutschland. Mangels internationaler Überwachung erfüllte diese Meinungsumfrage nicht die an ein Plebiszit zu stellenden Anforderungen und wurde bei der Grenzziehung nicht berücksichtigt.
Im späten 19. Jahrhundert war etwa zwei Drittel der Bevölkerung römisch-katholisch und ein Drittel evangelisch. Im Jahr 1921 gab es in den zehn Gemeinden und sieben Gutsbezirken des Reichthaler Ländchens im Powiat Kępno insgesamt 526 Häuser mit 4389 Einwohnern, davon 2651 (60,4 %) hielten sich für deutscher und 1696 (38,6 %, nur in Buczek in der Mehrheit, aber in der Mehrheit der Gutsbezirken) für polnischer Nationalität, 3524 (80,3 %) waren römisch-katholisch, 853 (19,4 %, in der Mehrheit in Drożki, Krzyżowniki, Stogniewice und im Gutsbezirk von Buczek Wielki) evangelisch.